# Kanachos aus Sikyon

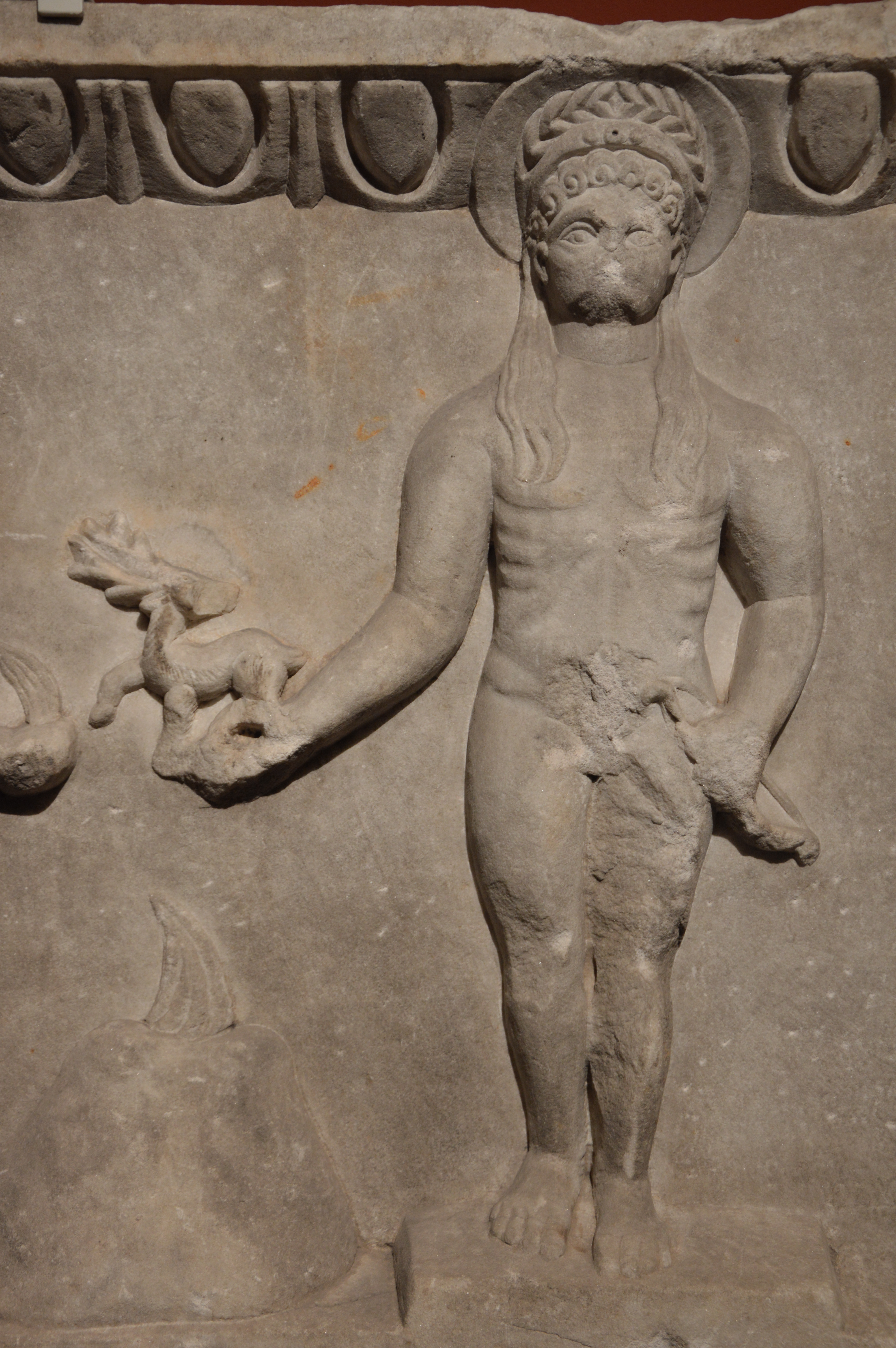
Römisches Relief (spätes 2. Jh. n. Chr.) aus dem Theater von Milet (Ausschnitt). Die Figur gibt die Kultstatue im Apollon-Heiligtum von Didyma wieder.

Kanachos war ein griechischer Bildhauer aus Sikyon, Bruder des Aristokles aus Sikyon, der wohl im späten 6. Jahrhundert v. Chr. lebte.
Kanachos schuf unter anderem ein Holzbild des Apollon in Theben und ein Erzbild des Apollon für das diesem gewidmete Heiligtum Didyma bei Milet. Von dieser Statue sind Abbildungen auf milesischen Münzen überliefert. Die Statue soll Xerxes I. nach seinem Sieg über die Griechen nach Ekbatana überführt haben. Für Sikyon lieferte Kanachos eine sitzende Aphrodite aus Gold und Elfenbein, zudem schuf er die Statue einer Muse mit Syrinx.